# Pierangelo Gergati
Pierangelo Gergati (Varese, 30 marzo 1947) è un ex cestista italiano.

## Carriera
Cresce cestisticamente nel vivaio della Robur et Fides Varese e poi della Pallacanestro Varese, dove disputa tre stagioni in prima squadra. Ceduto alla Snaidero Udine, si trasferisce a Bologna ed infine a Milano, nella seconda squadra della città.
Appartiene ad una famiglia di cestisti; fratello di Giuseppe e padre di Lorenzo e Francesco.